# Death Row: The Lost Sessions Vol. 1
| Críticas profissionais | Críticas profissionais |
| Avaliações da crítica  | Avaliações da crítica  |
| Fonte                  | Avaliação              |
| ---------------------- | ---------------------- |
| Allmusic               | [ 1 ]                  |

Death Row: The Lost Sessions Vol. 1 é uma coletânea musical do rapper estadunidense Snoop Dogg, gravada entre 1993 e 1997, pela gravadora Death Row Records, e lançada em 13 de Outubro de 2009.
Quatro faixas foram produzidas por Dr. Dre, As outros foram produzidos por outros produtores, incluindo Daz Dillinger, Soopafly e LT Hutton. A faixa "Doggystyle" tinha sido escrita e produzida como a faixa-título para o primeiro álbum de Snoop, o lendário Doggystyle, mas foi deixada de fora do álbum. O álbum foi lançado duas vezes em 2009, em formato CD pela gravadora Wideawake Records. as faixas bônus 16,17 e 18 são faixas exclusivas do segundo CD. O álbum alcançou o número 22 na Billboard R&B/Hip-Hop Albums.

## Faixas
| N.º            | Título                           | Duração |  |
| 1.             | "Soldier Story (Intro)"          | 1:49    |  |
| 2.             | "Doggystyle"                     | 5:34    |  |
| 3.             | "Fallin' Asleep on Death Row"    | 2:03    |  |
| 4.             | "Eat a Dick"                     | 2:54    |  |
| 5.             | "Hoez"                           | 4:53    |  |
| 6.             | "Keep It Real Dogg"              | 5:35    |  |
| 7.             | "O.G."                           | 4:32    |  |
| 8.             | "One Life to Live"               | 5:17    |  |
| 9.             | "The Genie"                      | 4:48    |  |
| 10.            | "Funk with Ya Brain (Interlude)" | 2:32    |  |
| 11.            | "Caught Up"                      | 4:40    |  |
| 12.            | "Put It in Ya Mouth"             | 5:32    |  |
| 13.            | "Gravy Train"                    | 3:05    |  |
| 14.            | "Life's Hard"                    | 4:47    |  |
| 15.            | "The Roots of All Evil (Outro)"  | 4:44    |  |
| Duração total: | Duração total:                   | 62:45   |  |

| Best Buy faixas bônus |                   |         |  |
| N.º                   | Título            | Duração |  |
| 16.                   | "Quite Obvious"   | 4:11    |  |
| 17.                   | "Once Again"      | 5:02    |  |
| 18.                   | "Got to Do Wrong" | 4:40    |  |

## Equipe e colaboradores
- Paul Schultz - Arte final
- Wideawake / Deathrow Entretenimento - produtor executivo
- Brian "Big Bass" Gardner - gravação original
- John Hyland - álbum de sequenciamento, notas lineares
- Justin "Coyote" Burdick - mixador recorde
- Daz Dillinger - produtores (faixas: 5, 6, 8)
- Dr. Dre - produtores (faixas: 2, 3, 4, 15)
- L.T. Hutton - produtores (faixas: 9, 10, 18)
- Soopafly - produtores (faixas: 7, 8, 16, 17)
- Snoop Doggy Dogg - produtor (faixa: 8)
- Outros produtores (faixas: 1, 11-14)

## Desempenho nas paradas
| Paradas (2009)                          | Melhor posição |
| --------------------------------------- | -------------- |
| Estados Unidos (Billboard 200)          | 129            |
| Estados Unidos (Top R&B/Hip Hop Albums) | 22             |